# AE Kifisia
Athlitiki Enosi Kifisia (Grieks: Α.Ε. Κηφισιάς), ook wel AE Kifisia genoemd, is een Griekse professionele voetbalclub uit Kifisia, een voorstad in de agglomeratie Athene. De club komt voort uit een fusie tussen AO Kifisia en AOK Elpidoforos.

## Historie

### Eerste jaren van de nieuwe club
Door een fusie van twee Atheense amateurclubs AO Kifisia en AOK Elpidoforos in 2012 ontstond de nieuwe vereniging AE Kifisia. De fusie kwam tot stand om één competitieve club uit het stadsdeel Kifisia te verkrijgen dat kon deelnemen in de nationale divisies.
In het seizoen 2012-13, het eerste van de nieuwe club, nam het deel aan de 8e groep van het vierde Griekse voetbalniveau. Het nam hiermee de plaats in van voorganger Elpidoforos, dat in het seizoen ervoor op de 2e plaats was geëindigd achter kampioen AO Egaleo en promoveerde naar de 4e Griekse divisie. In hun eerste seizoen wist de nieuwe club meteen de lokale EPSA beker te winnen, door AO Egaleo te verslaan in een wedstrijd die gespeeld werd in het Nea Smyri Stadion (de thuishaven van de Atheense club Panionios). Tijdens de wedstrijd was er een aparte sfeer op de tribunes, omdat er ook fans van het rivaliserende Panionios aanwezig waren die luidkeels Kifisia steunden.
Nadat de club in hun eerste seizoen goed begonnen was, waren de drie daaropvolgende jaren de slechtste uit de geschiedenis van het nieuwe team uit Kifisia. In het seizoen 2015-16 eindigde de ploeg maar één plaats (en 5 punten) boven de degradatiestreep, en het daaropvolgende seizoen eindigde ze op 3 punten boven de degradatiezone. Ondanks dat het in de competitie niet goed liep, bereikte de club wel de halve finale van de EPSA beker.
Uiteindelijk was het seizoen 2017-18 er te veel aan, toen op de voorlaatste speeldag bleek dat ze degradatie naar de regionale divisie van Athene niet meer konden ontlopen. Ondanks de degradatie won Kifisia in datzelfde seizoen opnieuw de EPSA beker, door dit keer Agia Paraskevi met 2-0 te verslaan in het stadion van Atromitos FC.
In het seizoen 2018-19 won de club gemakkelijk het regionale kampioenschap met slechts één nederlaag in 30 wedstrijden, en keerden ze na een jaar weer terug in de nationale divisie. Het seizoen erna bleek dat Kifisia zich duidelijk versterkt had, want het werd als promovendus knap 4e in de competitie.
De promotie waar Kifisia de afgelopen tien jaar naar op zoek was, werd uiteindelijk bereikt in het seizoen 2020-21 toen ze met 12 overwinningen en slechts één nederlaag de eerste plaats veroverden in hun groep. Met deze prestatie kwalificeerde Kifisia zich voor de play-offs om promotie naar de nieuw gevormde Super League 2 af te dwingen. Alle play-off wedstrijden (tegen Panionios, APS Zakynthos, Thyella Rafina en PASA Irodotos) werden gewonnen zonder een tegendoelpunt te incasseren, en dit betekende dat AE Kifisia voor het eerst in haar clubgeschiedenis promoveerde naar het tweede nationale voetbalniveau van Griekenland.

### Kifisia in professionele divisies
Door verbouwingen aan het stadion, om te voldoen aan de eisen van een professionele voetbalclub, moest AE Kifisia in haar eerste seizoen in de Super League 2 uitwijken naar een andere locatie. De promovendus hield zich op het tweede niveau knap staande, en eindigde op de 6e plaats in de competitie. Het nieuw opgerichte Onder-20 elftal van het team bereikte op haar beurt de finale van de O20 Super League 2, waarbij er verschillende talentvolle spelers werden klaargestoomd voor het eerste elftal.
In het tweede seizoen in de Super League 2 werd de club de verrassing van het seizoen. Kifisia stond al vroeg in het seizoen op de eerste plaats en liet deze in het resterende seizoen niet meer uit handen glippen. Met 1 punt voorsprong op naaste belager Kallithea promoveerde de club al na twee jaar naar de Super League, en komt het in het seizoen 2023-24 voor het eerst in haar clubgeschiedenis uit op het hoogste Griekse voetbalniveau. Na een seizoen degradeerde de club weer, om vervolgens in 2025 weer terug te keren op het hoogste niveau.

## Stadion en faciliteiten

### Stadion

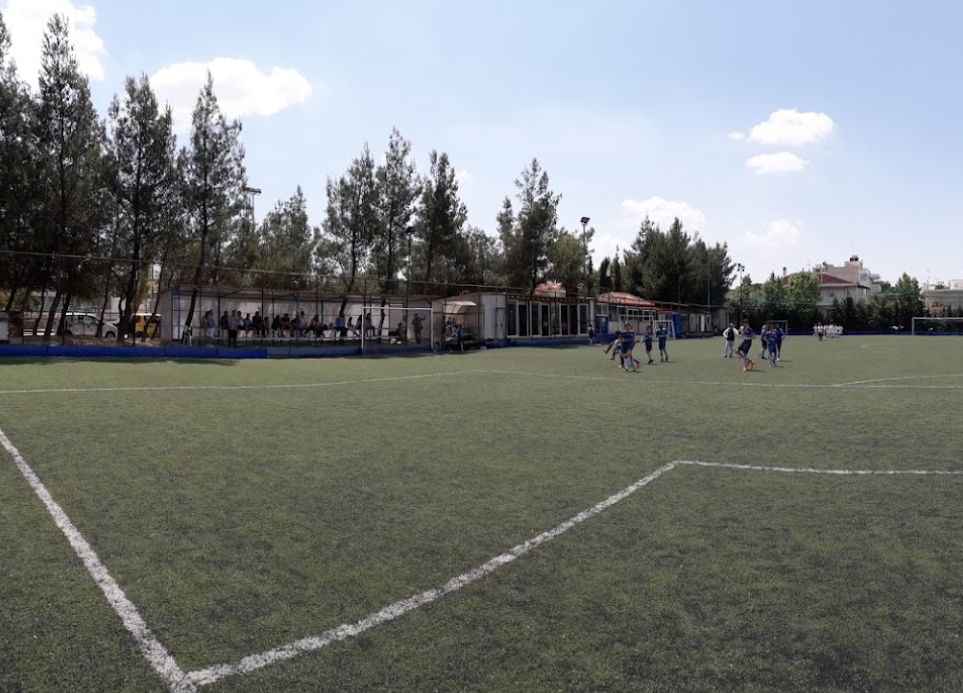
Het trainingscomplex van AE Kifisia

De thuisbasis van AE Kifisia is het gemeentelijk stadion van de voorstad, genaamd "Zirineio", dat werd gebouwd in 1929. Het stadion heeft twee betonnen tribunes langs het veld, de hoofdtribune (aan de noordzijde) heeft een capaciteit van ongeveer 1.050 zitplaatsen, terwijl de gastribune (aan de zuidzijde) ongeveer 300 zitplaatsen heeft. Met de promotie van Kifisia naar de Super League 2 werden renovatiewerkzaamheden uitgevoerd zodat er meer toeschouwers in het stadion kunnen en er wedstrijden op professioneel niveau gespeeld mogen worden.
Tijdens de renovatiewerkzaamheden van hun stadion speelt Kifisia momenteel hun wedstrijden in het Michalis Kritikopoulos Stadion, dat gelegen is in het stadsdeel Kessariani en een capaciteit heeft van 4.851 zitplaatsen.

### Trainingscomplex
Kifisia was een van de weinige amateurploegen met een eigen trainingscentrum. Het complex was oorspronkelijk eigendom van AOK Elpidoforos, en werd na de fusie van die club overgenomen door AE Kifisia. Het trainingscentrum van Kifisia huisvest de jeugdacademie van de club, die beschouwd worden als een van de grootste in de regio Attica. Er worden hier veel finalewedstrijden van lokale kampioenschappen georganiseerd en jeugdspelers opgeleid die doorstromen naar verschillende professionele clubs in Griekenland.

## Supporters en rivaliteiten

### Supporters
Hoewel de club slechts een beperkte aanhang heeft, voornamelijk afkomstig uit het gelijkaardig stadsdeel, zijn het wel trouwe fans die zichzelf "Kifisia Ultras" of "Northistas Club" noemen.

### Rivaliteit
Vanzelfsprekend zijn kleinere voetbalclubs uit andere stadsdelen van Athene de grootste rivalen van Kifisia. De grootste rivaliteiten bestaan tussen de club en Kallithea FC, AO Egaleo, Fostiras FC en Apollon Smyrnis.
AEK Athene ·
Aris Saloniki · 
Asteras Tripolis · 
Atromitos · 
AE Larissa ·
AE Kifisia ·
Levadiakos · 
OFI Kreta · 
Olympiakos Piraeus · 
Panathinaikos · 
Panetolikos · 
MGS Panserraikos ·
PAOK Saloniki · 
Volos